# Ghost Hunters (videogioco)
Ghost Hunters è un videogioco pubblicato nel 1987 per Amstrad CPC, Commodore 64 e ZX Spectrum da Codemasters, direttamente in edizione economica. Il gioco è un misto di piattaforme e sparatutto con mirino, che si svolge nella casa stregata Nightmare Mansion, dove il protagonista deve andare in cerca del proprio fratello e quindi ritornare all'uscita.

## Modalità di gioco
Nightmare Mansion è un ambiente da esplorare, formato da un labirinto di stanze (21 su Spectrum) a schermata fissa con visuale di profilo, collegate in orizzontale o verticale. Ogni stanza ha piattaforme a diverse altezze, collegate da scale e ascensori, ed è infestata da vari tipi di fantasmi e creature horror.
Il personaggio controllato dal giocatore può camminare orizzontalmente, saltare, abbassarsi e salire scale. Come arma si ha a disposizione una specie di mitragliatrice anti-fantasma, controllata tramite un mirino, che si muove con inerzia e può sparare in ogni punto della stanza attuale, indipendentemente dalla posizione del personaggio.
In giocatore singolo non si possono controllare contemporaneamente il personaggio e il mirino, ma c'è anche una modalità a due giocatori in cooperazione, dove l'uno controlla il personaggio e l'altro il mirino, in simultanea.
Si dispone di una sola vita e di una barra di energia chiamata Macho energy. Oltre che quando si è colpiti dai nemici, la barra diminuisce quando certi tipi di non morti compaiono nella stanza, spesso emergendo dal pavimento. Questi fanno salire un indicatore chiamato Terrometer ("Terrorometro") e fanno perdere gradualmente l'energia anche senza toccarli, finché non vengono eliminati o si lascia la stanza. L'arma del giocatore può distruggere solo queste creature e non quelle fisse.
Per recuperare l'energia si possono raccogliere gli appositi bonus sparsi per la magione. Altri oggetti lampeggianti devono essere raccolti per attivare certi ascensori in altri punti della casa.